# General Francisco Javier Mina International Airport
General Francisco Javier Mina International Airport är en flygplats i Mexiko.   Den ligger i kommunen Tampico och delstaten Tamaulipas, i den östra delen av landet, 300 km norr om huvudstaden Mexico City. General Francisco Javier Mina International Airport ligger 24 meter över havet.
Terrängen runt General Francisco Javier Mina International Airport är mycket platt. Runt General Francisco Javier Mina International Airport är det mycket tätbefolkat, med 4 343 invånare per kvadratkilometer. Närmaste större samhälle är Tampico, 1,5 km söder om General Francisco Javier Mina International Airport. Runt General Francisco Javier Mina International Airport är det i huvudsak tätbebyggt.